# کبل اوبا
کبل اوبا (به لاتین: Kebeloba) یک منطقه مسکونی در جمهوری آذربایجان است که در شهرستان زاقاتالا واقع شده است.